# Маркульська сільська адміністрація
Марку́льська сільська́ адміністра́ція (абх. Маркәыла ақыҭа ахадара) — сільська адміністрація в складі Очамчирського району Абхазії. Адміністративний центр адміністрації — село Маркула.
Сільська адміністрація в часи СРСР існувала як Меркульська сільська рада. 1994 року, після адміністративної реформи в Абхазії, сільська рада була перетворена на сільську адміністрацію та перейменована.
В адміністративному відношенні сільська адміністрація утворена з 2 сіл:
- Джукмур
- Маркула (Меркула)

| Грузія | Це незавершена стаття з географії Грузії. Ви можете допомогти проєкту, виправивши або дописавши її. |